# Lekë Matrënga
Lekë Matrënga (Luca Matranga), född 1567 i Piana degli Albanesi, en stad i Italien, död den 6 maj 1619, ortodox prästman och arberesjisk (albansk) författare.

### Fotnoter
1. 1 2  Angelicums bibliotekskatalog, Angelicum författar-ID: 25884.[källa från Wikidata]
2. 1 2  opac.vatlib.it, VcBA-ID: 495/33197.[källa från Wikidata]
3. ↑   A Biographical Dictionary of Albanian History. Robert Elsie. 2012. sid. 299-300